# Kachidoki Maru
„SS Kachidoki Maru” (wcześniej SS „Wolverine State”, SS „President Harrison”) – statek pasażersko-towarowy pływający początkowo pod banderą amerykańską, a następnie pod banderą japońską.
Został zbudowany na zlecenie United States Shipping Board jako jeden z siedmiu statków projektu 1095. W latach 1921–1941 przewoził pasażerów i towary na zlecenie różnych amerykańskich linii żeglugowych. Następnie został wyczarterowany United States Navy. W grudniu 1941 roku, wkrótce po wybuchu wojny na Pacyfiku, został zdobyty przez Japończyków nieopodal Szanghaju. Pod nazwą „Kachidoki Maru” został wcielony do japońskiej marynarki handlowej. 12 września 1944 roku został zatopiony na Morzu Południowochińskim przez amerykański okręt podwodny USS „Pampanito”. Przewoził wtedy około 950 brytyjskich jeńców wojennych, spośród których 431 poniosło śmierć.
„Kachidoki Maru” jest zaliczany do grona tzw. piekielnych statków.

## Dane techniczne
Był statkiem pasażersko-towarowym o długości 153 metrów, szerokości 19 metrów i zanurzeniu 8,6 metrów. Jego pojemność wynosiła 10 533 BRT. Był jedną z siedmiu jednostek tzw. projektu 1095, których budowę zleciła agencja rządowa United States Shipping Board w związku z przystąpieniem USA do I wojny światowej.
Napęd stanowiły dwie czterocylindrowe maszyny parowe potrójnego rozprężania o łącznej mocy 7000 IHP. Statek posiadał sześć kotłów opalanych ropą. Osiągał prędkość 15 węzłów.
Początkowo był w stanie pomieścić 78 pasażerów w kabinach pierwszej klasy (według innych danych – 133 pasażerów i 440 704 ft³ ładunku) .

## Historia

### Budowa
Statek budowano na zamówienie USSB w stoczni w Camden w stanie New Jersey, należącej do New York Shipbuilding Corporation .
Stępkę położono 13 maja 1919 roku. Kadłub jednostki, której nadano nazwę „Wolverine State”, został zwodowany 16 września 1920 roku. Jego matką chrzestną została Edith W. Tweedale, żona prezesa zarządu USSB Alonza Tweedale.
Zakończywszy próby morskie, „Wolverine State” został oddany do eksploatacji 6 stycznia 1921 roku.

### Służba pod banderą amerykańską
„Wolverine State” został wyczarterowany przez USSB liniom żeglugowym Pacific Mail Steamship Company. Swój dziewiczy rejs odbył z Baltimore przez Kanał Panamski do San Francisco. W pierwszym okresie służby wraz z bliźniaczą jednostką „Creole State” odbywał rejsy na trasach wiodących z Zachodniego Wybrzeża na Hawaje oraz do portów na wschodnim wybrzeżu Indii. W 1922 roku oba statki poddano przebudowie, która miała umożliwić zaokrętowanie dodatkowych trzystu pasażerów w kabinach o niższym standardzie. Jednocześnie zapadła decyzja o zmianie trasy żeglugowej, która przebiegać miała odtąd z San Francisco przez Honolulu na Filipiny. W kwietniu 1922 roku decyzją USSB nazwę statku zmieniono na „President Harrison”.
Przebudowę zakończono w czerwcu 1922 roku. Planowano, że w kolejny rejs „President Harrison” wyruszy do Manili, a stamtąd do Hongkongu, jednakże linie Pacific Mail postanowiły ze względów biznesowych zawiesić rejsy na tej trasie. Do października 1922 roku statek stał bezczynnie w porcie, po czym USSB zgodziła się czasowo udostępnić go liniom Los Angeles Steamship Company. W zastępstwie należącego do nich statku „City of Honolulu”, który został utracony na skutek pożaru, „President Harrison” odbył cztery rejsy z Los Angeles na Hawaje.
W lutym 1923 roku został wyczarterowany liniom Swayne & Hoyt i od tej pory przewoził pasażerów oraz towary z Zachodniego Wybrzeża do portów Ameryki Południowej. Niedługo później został jednak sprzedany przez USSB liniom żeglugowym Dollar Steamship Lines. W 1924 roku jako ich pierwszy statek odbył rejs dookoła świata. W sierpniu 1929 roku uratował 26 członków załogi niemieckiego parowca „Quimstan”, który zatonął na Atlantyku . W 1930 roku przeszedł przebudowę.
W 1938 roku zagrożone bankructwem Dollar Steamship Lines zostały przejęte przez amerykańską agendę rządową United States Maritime Commission, a następnie przemianowane na American President Lines. Od stycznia 1941 roku na zlecenie APL „President Harrison” pływał na trasach między Filipinami a portami Chin .

### Służba pod banderą japońską
Na początku grudnia 1941 roku „President Harrison”, którego przejściowo wyczarterowano United States Navy, wypłynął w rejs do Chin. Jego zadaniem była ewakuacja około 300 żołnierzy piechoty morskiej, którzy strzegli amerykańskich placówek dyplomatycznych w Pekinie i Tiencinie. 8 grudnia, gdy znajdował się u ujścia Jangcy, dotarła do niego wiadomość o japońskim ataku na Pearl Harbor. Za usiłującym uciec na Morze Wschodniochińskie statkiem wyruszył japoński pościg, w którego skład wchodził statek „Nagasaki Maru” oraz samolot. Nie będąc w stanie zgubić Japończyków, kpt. Orel A. Pierson wysadził statek na brzeg wysepki Sheshan nieopodal Szanghaju. Uderzenie o przybrzeżne skały spowodowało, iż w poszyciu powstała długa na ponad 27 metrów wyrwa, co jednak nie doprowadziło do zatonięcia statku. Gdy załoga opuszczała jednostkę, obracająca się wciąż śruba rozbiła jedną z szalup, zabijając trzech marynarzy i raniąc wielu innych. Marynarze z japońskiego niszczyciela, który przybył na miejsce zdarzenia, zmusili Amerykanów do powrotu na statek. Spędzili na nim blisko 40 dni, do czasu gdy Japończycy nie dokonali prowizorycznych napraw i nie odholowali statku do Szanghaju .
W Szanghaju zdobyczna jednostka przeszła remont, który trwał dwa miesiące. Następnie została przekazana cywilnej administracji żeglugi (Senpaku-un-eikai). Początkowo otrzymała nazwę „Kakko Maru”, którą wkrótce zmieniono jednak na „Kachidoki Maru” . Była największym amerykańskim statkiem zdobytym przez Japończyków w czasie wojny na Pacyfiku.
W latach 1942–1944 „Kachidoki Maru” pełnił służbę konwojową na wodach wokół Wysp Japońskich, Formozy oraz w Azji Południowo-Wschodniej. 16 września 1942 roku podczas rejsu przez Cieśninę Tajwańską zderzył się z niszczycielem „Fumizuki”, na skutek czego ten ostatni odniósł poważne uszkodzenia. Na początku 1943 roku „Kachidoki Maru” przeszedł modernizację w Kure, podczas której najprawdopodobniej przystosowano go do przewozu wojska oraz wyposażono w artylerię przeciwlotniczą .

### Zatopienie
4 września 1944 roku w porcie w Singapurze na „Kachidoki Maru” zaokrętowano około 950 jeńców wojennych. Byli to Brytyjczycy, którzy pracowali uprzednio przy budowie Kolei Birmańskiej. Na statku, który zmierzał do Japonii, znalazło się jeszcze 1095 japońskich żołnierzy, w tym 608 rannych, a także wielu japońskich cywilów. Przewoził ponadto urny z prochami 582 poległych japońskich żołnierzy oraz 6 tys. ton boksytu. 6 września wypłynął z portu w ramach konwoju HI-72. Ze względu na fakt, że na jego pokładzie przebywał kpt. Sukehiko Hosoya – dowódca 16. dowództwa konwojowego, był statkiem flagowym konwoju. Brytyjskich jeńców stłoczono w jednej z ładownii. Panował w niej dotkliwy ścisk, upał i zaduch. Wielu jeńców cierpiało na dyzenterię lub inne choroby układu pokarmowego, niemniej do ich dyspozycji pozostawały zaledwie dwie latryny. Po wypłynięciu z Singapuru brytyjski lekarz zdołał skłonić Japończyków, aby pozostawili włazy do ładowni otwarte oraz pozwolili wynieść najciężej chorych na pokład.
Dzięki złamaniu japońskich szyfrów amerykański wywiad był w stanie przewidzieć ruchy konwoju. W celu jego przechwycenia skierowano „wilcze stado” złożone z trzech okrętów podwodnych. 12 września, krótko po północy, Amerykanie przystąpili do ataku. W ciągu kilkunastu godzin okręty podwodne rozproszyły konwój, zatapiając liczne statki i okręty eskorty, w tym „Rakuyō Maru”, który również przewoził jeńców wojennych. W trakcie gwałtownych manewrów „Kachidoki Maru” otarł się o inny statek, co spowodowało uszkodzenie burty poniżej linii wodnej i niewielki przechył. Przeciek prowizorycznie załatano workami z cementem.
Jeszcze tego samego dnia o godzinie 22:54, gdy resztki konwoju znajdowały się w odległości około 200 mil morskich na wschód od wyspy Hajnan, USS „Pampanito” wystrzelił trzy torpedy w kierunku „Kachidoki Maru”. Mimo manewrów unikających podjętych przez japońskiego kapitana jedna z torped dosięgła celu, eksplodując w pobliżu ładowni nr 7. Na storpedowanym statku wybuchła panika; japońscy marynarze i pasażerowie zaczęli wyrzucać za burtę tratwy ratunkowe, pozostawiając jeńców samym sobie. Ci ostatni mieli z kolei opuszczać ładownię we względnym porządku. O godzinie 23:10 maszyny stanęły, a pięć minut później kapitan wydał rozkaz opuszczenia statku. „Kachidoki Maru” zatonął o godzinie 23:37. Jeden z brytyjskich świadków twierdził, że dostrzegł błysk wystrzału na mostku kapitańskim, co mogłoby oznaczać, że dowódca jednostki popełnił samobójstwo. Brytyjscy jeńcy twierdzili ponadto, że byli świadkami jak japoński oficer dobijał strzałami pistoletowymi rannych japońskich żołnierzy, których ulokowano na pokładzie statku. Twierdzili również, że japońscy żołnierze i marynarze nie wykazywali żadnej troski o japońskie kobiety, które znajdowały się na tonącym statku.
Ocalali spędzili całą noc na morzu. Japońscy rozbitkowie nie pozwalali jeńcom wchodzić na zajmowane przez siebie tratwy ratunkowe. Jeden z Brytyjczyków miał nawet zostać zakłuty nożem, gdy próbował dostać się na jedną z tratw. Jeńcy pozwolili jednakże wejść kilku Japończykom na zajmowane przez siebie tratwy. Dopiero 13 września o poranku na miejscu katastrofy pojawiły się japońskie statki i okręty. Początkowo ratowały one jednak wyłącznie japońskich i koreańskich rozbitków. Dopiero po upływie pewnego czasu japońscy marynarze zmienili zdanie i pozwolili ocalałym Brytyjczykom wspinać się na pokłady swoich jednostek. Jeden z okrętów, który przybył na miejsce katastrofy późnym popołudniem, dał jeńcom tylko piętnaście minut na wejście na pokład. Co najmniej dwunastu nie zdążyło na czas i zostało pozostawionych w morzu.
Michael Sturma podaje, że zatopienie „Kachidoki Maru” spowodowało śmierć 431 jeńców. Zginąć miało także 57 Japończyków – pasażerów i członków załogi – w tym kpt. Hosoya. Podobną liczbę wskazuje Gregory F. Michno, według którego wraz z „Kachidoki Maru” zatonęło 476 „jeńców i innych pasażerów”, a także 12 członków załogi. W innych źródłach można natomiast znaleźć odmienne szacunki. W brytyjskich raportach, które sporządzono krótko po kapitulacji Japonii, liczbę jeńców, którzy zginęli na „Kachidoki Maru” oszacowano na 435. Raymond Lamont-Brown podaje, że życie straciło około 700 pasażerów i członków załogi, w tym 400 brytyjskich jeńców. Van Waterford również szacował liczbę zabitych jeńców na około 400. Brian MacArthur pisze z kolei o śmierci 460 jeńców.
520 uratowanych jeńców zostało zabranych do portu Sanya na Hajnanie. Dołączyło tam do nich 136 australijskich i brytyjskich jeńców – rozbitków z „Rakuyō Maru”, których uratował japoński eskortowiec CD-11. Wszystkich zaokrętowano na tankowiec „Shincho Maru”. Zarówno ranni jeńcy, jak i japońscy rozbitkowie, w tym wielu poważnie poparzonych, praktycznie nie otrzymywali żadnej pomocy medycznej. Ci pierwsi musieli w dodatku pozostać na pokładzie „Shincho Maru” – bez żadnej osłony przed promieniami tropikalnego słońca. Na wieść, że tankowiec ma ich zabrać do Japonii, jeńcy gwałtownie zaprotestowali, obawiając się śmierci w płomieniach, gdyby także i ten statek został zatopiony przez Amerykanów. Ostatecznie Japończycy ustąpili i zgodzili się ich przenieść na statek „Kibitsu Maru”. Wypłynął on z portu wieczorem 16 września wraz z pozostałymi ocalałymi jednostkami z konwoju HI-72. Podczas rejsu do Japonii wybuchła epidemia dyzenterii, która pochłonęła osiem ofiar. Uniknąwszy po drodze zatopienia przez amerykańskie bombowce i okręt podwodny USS „Plaice”, „Kibitsu Maru” dopłynął 28 września do portu Moji na wyspie Kiusiu.
„Kachidoki Maru” zaliczany jest do grona japońskich „piekielnych statków” (ang. Hellships).

## W kulturze
Do zatopienia „Kachidoki Maru” i „Rakuyō Maru” nawiązuje fabuła brytyjskiego dramatu wojennego Powrót znad rzeki Kwai z 1989 roku (reż.  Andrew V. McLaglen).